# Rafa Huertas
Rafael Huertas Navajas, detto Rafa (Malaga, 2 agosto 1984), è un cestista spagnolo.

## Palmarès
Melilla: 2010